# Димискија
Димискија, демескиња, дамаскиња или димишћија, је повијени тип сабље са украсима који се ковао у Дамаску (арап. Димишк) по којем је и добила име.
На Балкану су се такве сабље ковале у Призрену и Сарајеву све до 1878. Занатлије које су их израђивале звале су се сабљари и још од 1477. су имали своју улицу.
Сабља димискија се често помиње у нашим народним песмама.

## Име
Постоји више хипотеза о томе како је димискија добила име, али ниједна није потврђена:
1. Сабље су прављене у Дамаску.
2. Сабље су продаване у Дамаску.
3. Сабље су добиле име по сличности са дамаст тканином из Византије.